# Kalvtjärnen (Malå socken, Lappland, 724663-162652)
Kalvtjärnen är en sjö i Malå kommun i Lappland och ingår i Skellefteälvens huvudavrinningsområde. Sjön har en area på 0,0654 kvadratkilometer och ligger 394,8 meter över havet.

## Delavrinningsområde
Kalvtjärnen ingår i det delavrinningsområde (724724-162912) som SMHI kallar för Ovan 724425-163391. Medelhöjden är 377 meter över havet och ytan är 25,69 kvadratkilometer. Det finns inga avrinningsområden uppströms utan avrinningsområdet är högsta punkten. Lobbelbäcken som avvattnar avrinningsområdet har biflödesordning 4, vilket innebär att vattnet flödar genom totalt 4 vattendrag innan det når havet efter 157 kilometer. Avrinningsområdet består mestadels av skog (78 procent) och sankmarker (18 procent). Avrinningsområdet har 0,2 kvadratkilometer vattenytor vilket ger det en sjöprocent på 0,8 procent.